# István Bittó

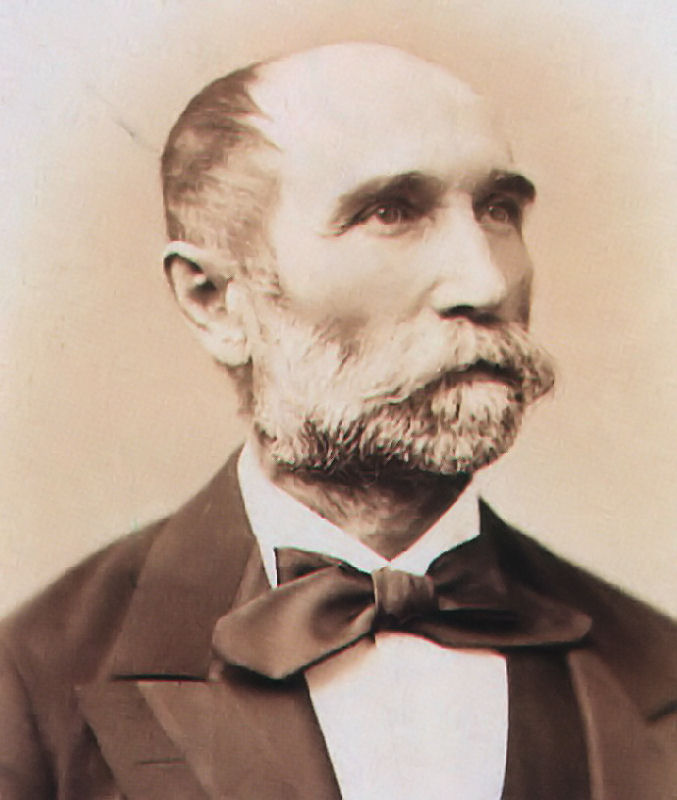
István Bittó

István (Stefan) Bittó von Sárosfa und Nádasd (* 3. Mai 1822 in Sárosfa, Königreich Ungarn, heute Slowakei; † 7. März 1903 in Budapest) war ein ungarischer Politiker und 1874/75 Ministerpräsident Ungarns.
Bittó studierte Rechtswissenschaft und trat in den juristischen Staatsdienst ein. Während der Revolution von 1848/49 war er Revolutionär und Mitglied des Reichstags. Er floh nach der Niederlage Ungarns 1849 außer Landes, kehrte aber 1851 wieder zurück. Ab 1861 war Bittó für die liberale Partei Ferenc Deáks Abgeordneter im neu einberufenen Reichstag.
Nach dem Ausgleich mit Österreich war Bittó 1869 bis 1872 Vizepräsident des Abgeordnetenhauses des Reichstags und amtierte 1871/72 als Justizminister in der Regierung Menyhért Lónyay. 
Am 1. März 1874 wurde er von König Ferenc József zum Ministerpräsidenten ernannt. Das Amt übte er lediglich bis 2. März 1875 aus, als er Béla Wenckheim weichen musste. In der Ära Kálmán Tisza (1875–1890) war er einer der wenigen ehemals liberalen Oppositionellen.
Von 1899 bis zu seinem Tod war Bittó Mitglied des Magnatenhauses.